# Yenda
Yenda (1 064 habitants) est un village se trouvant dans la Zone d'administration locale de la Ville de Griffith dans la région de la Riverina en Nouvelle-Galles du Sud (Australie). Il se trouve à 470 km à l'ouest de Sydney et à 15 km à l'est de Griffith sur la Burley Griffith Way, dans la Riverina.
Bien que la plupart des fermes individuelles de 15 hectares aient été rassemblées dans de grands vignobles, les routes agricoles sont nommées d'après les premiers colons. La zone dont fait partie Yenda est bien couverte de vignobles, qui produisent presque de 70 % du vin de Nouvelle-Galles du Sud. La région possède aussi des rizières irriguées et produit des agrumes et des légumes pour les marchés locaux.